# Victoria Stilwell
Victoria Stilwell (Wimbledon, 20 luglio 1969) è una scrittrice ed addestratrice cinofila inglese.
Addestra cani di ogni razza ed età e il suo metodo si basa su alcune tecniche della psicologia comportamentale, soprattutto l'apprendimento condizionato. Presenta un programma televisivo intitolato Basta! Io o il cane in onda sul canale satellitare del gruppo Discovery Communications, Animal Planet.
È inoltre uno dei giudici del programma televisivo Greatest American Dog che va in onda sul canale americano CBS.

## Biografia
All'inizio degli anni novanta Victoria comincia come addestratrice di cani da compagnia. Grazie alla sua straordinaria capacità di successo in questo lavoro, comincia a focalizzare la sua attenzione nella formazione di cani da lavoro con alcuni dei più famosi e autorevoli addestratori britannici. Si trasferisce in America con suo marito Van Zeiler e con lui dà vita a diverse società di formazione per cani nella costa orientale, diventando uno dei più ricercati addestratori. Una delle peculiarità del suo lavoro è la riabilitazione del comportamento e per questo organizza seminari per la formazione in varie città come New York e Atlanta. In questi seminari Victoria insegna ai possessori di cani ad utilizzare metodi di formazione positiva per il cane, consentendo all'animale di imparare ed aumentare la fiducia verso i padroni, contrariamente a quello che succede con un addestramento in cui si usa la forza.

Victoria Stilwell collabora con i gruppi di soccorso e di adozione canina di tutto il mondo tra cui la Paws Atlanta, la Stray From The Heart (New York), la Hong Kong Dog Rescue e la Greyhound Rescue of West England. Collabora e sostiene la Wisconsin Puppy Mill Project, un'organizzazione che si occupa di incrementare la consapevolezza sulla crudeltà dell'allevamento dei cani a puro scopo di lucro. Ha inoltre lavorato come volontario per la ASPCA: The American Society for the Prevention of Cruelty to Animals (Associazione Americana per la prevenzione della crudeltà sugli animali). Oltre a queste esperienze, Victoria appare in numerosi talk-show come esperta addestratrice.

## Stampa e televisione
Victoria Stilwell collabora con le riviste americane Dog World, American Dog e Dogs Today magazines.

Nel 2005 esce la prima stagione di sei episodi del suo programma televisivo Basta! Io o il cane (titolo originale It's Me or the Dog) in onda sul canale britannico Channel 4. Nel programma Victoria aiuta diverse famiglie a ri-educare il proprio cane dando consigli e mostrando ai padroni i metodi di addestramento comuni per una normale convivenza con l'animale. Il programma diventa un successo grazie agli ascolti tanto da essere riconfermato per una seconda ed una terza stagione di dodici episodi ciascuno. In Italia il programma va in onda su Animal Planet, canale 421 del bouquet digitale di Sky Italia. Grazie al successo di questo programma televisivo, Victoria pubblica due libri relativi all'addestramento dei cani.

## Opere
- Stilwell, Victoria, It's Me or the Dog: How to Have the Perfect Pet, Hyperion Books, 2007. ISBN 9781401308551.
- Stilwell, Victoria, Fat dog slim: how to have a healthy, happy pet, London Collins, 2007. ISBN 0007249209.